# Station Zaborów
Station Zaborów is een spoorwegstation in de Poolse plaats Zaborów.